# 松蓋阿
松蓋阿是非洲國家坦桑尼亞南部的城市，也是魯伍馬區的首府，距離莫桑比克邊境約80公里，在第二次世界大戰後農業發展迅速，人口約130,000。
10°41′S 35°39′E / 10.683°S 35.650°E